# Uddfrostmossa
Uddfrostmossa (Gymnomitrion apiculatum) är en levermossart som först beskrevs av Victor Félix Schiffner, och fick sitt nu gällande namn av K. Müll.. Uddfrostmossa ingår i släktet frostmossor, och familjen Gymnomitriaceae. Enligt den finländska rödlistan är arten nära hotad i Finland. Arten är reproducerande i Sverige. Artens livsmiljö är våtmarker i fjällen (myrar, stränder, snölegor).